# 关节
关节（joint，articulation）在解剖学里指的是两块或两块以上的骨之间能活动的连接。在解剖学上有不动关节、活动关节（连接处有液体-滑液）和微動關節（amphiarthrosis）三种类型。
关节腔（joint cavity，articular cavity）是关节囊滑膜层和关节面共同围成的密闭腔隙；腔内含有少量滑液，可滑润和营养关节软骨。关节腔内呈负压，对维持关节的稳固有一定作用。

## 不动关节/纤维性关节（synarthrosis）
不动关节有：
- 软骨性连接（Articulationes cartilagineae）
  - 软骨连结：借助透明软骨构成的连接，通常是暂时性的，在成人以前介于其间的透明软骨一般都已变成骨，例如胸骨。
  - 聯合（symphysis）：其骨对合面由纤维软骨板紧密连接，例如椎間盤。

- 纤维性连接（Articulationes fibrosae）
  - 缝隙连结：例如颅骨之间。
  - 韧带联合：一种纤维性关节，介于其间的纤维性结缔组织形成一层骨间膜或韧带。例如尺骨与桡骨之间的连接，由前臂的骨间膜与肘的斜索（obligue cord）组成。
  - 钉状关节：一种纤维性关节，其中一个圆锥状突起插入一个窝状部，例如茎状突在颞骨中，或牙在牙槽内。

## 活动关节/滑膜关节（diarthrosis）
活动关节的两块骨之间会有腔隙。关节面会有关节软骨。整个关节在外形上是一个关节囊，它由以下组织组成：
- 外面的纤维膜 fibrous membrane（致密结缔组织）
- 内面的滑膜 synovial membrane（一类似表皮组织的结缔组织）

关节韧带起到加固关节的作用。关节韧带分为囊外、囊内两种。后者会部分过渡成为滑膜。 
关节囊内有关节腔。内有黏性液体填充，称为滑液，它是滑液膜的分泌物。 

### 活动关节面的形态
根据关节面的形状，活动关节可再细分为：

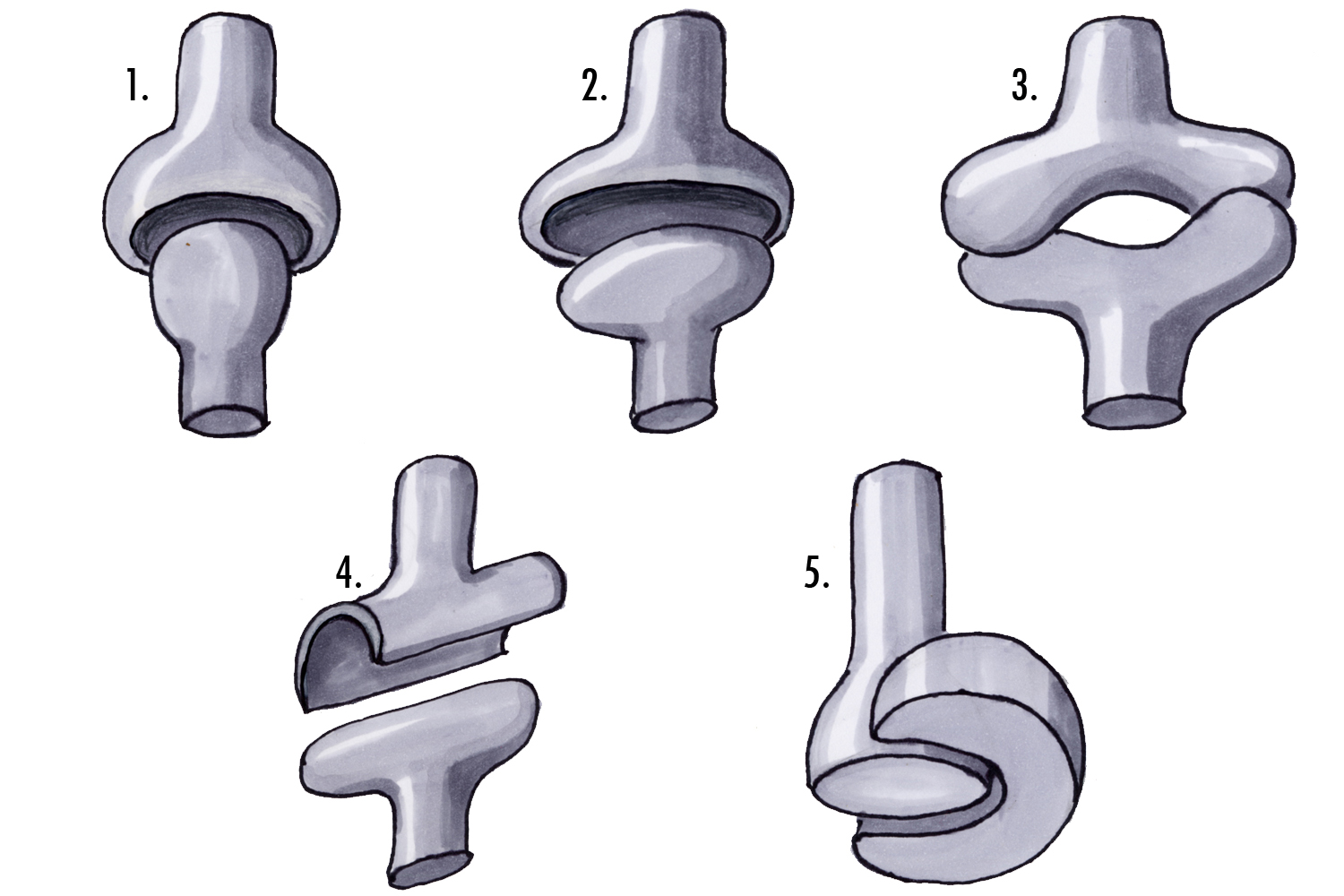
活动关节：
1-球窝关节；2-椭圆关节；3-鞍状关节；4-屈戌/铰链关节；5-车轴关节

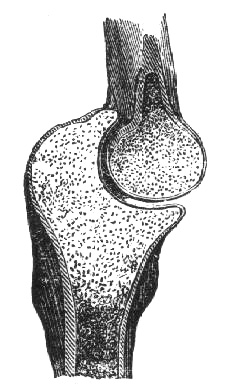
屈戌/鉸鏈关节（肘关节）

- 球窩關節（Articulatio spheroidea）(ball-and-socket joint)：如肩关节，髋关节；可以各向运动
- 橢球關節（Articulatio ellipsoidea）：例如寰椎和颅骨之间的关节
- 鞍狀關節（Articulatio sellaris）：如大拇指与掌骨的连接；可以在两个方向运动
- 樞紐關節（Ginglymus）(hinge joint)：只有一条运动轴，只能做屈伸，例如肘关节（如铰链比较）
- 車軸關節（Articulatio trochoidea ）：如尺桡二骨之间的关节
- 平面關節（Articulatio plana）：如椎间关节
- 雙髁狀/鉸鏈關節（Articulatio bicondylaris)（hinge joint）：如膝关节

## 外部連結
- 關節分類（joint classification） （页面存档备份，存于）